# Красный Пахарь (Волгоградская область)
Красный Пахарь — хутор в Городищенском районе Волгоградской области России, административный центр Краснопахаревского сельского поселения.
Население — 553 чел. (2010).

## История
Дата основания не установлена. Предположительно основан в середине XX века. Хутор Красный Пахарь в составе Россошинского сельсовета впервые указан в списке населённых пунктов Городищенского района по состоянию на 01 июня 1952 года (С 1963 по 1977 год Россошинский сельсовет входил в состав Калачёвского района). Решением исполкома облсовета от 23 июля 1986 года  №20/362 был образован Краснопахаревский сельсовет – с административным центром в хуторе Красный Пахарь и населённым пунктом село Студёно-Яблоновка, переданными из Россошинского сельсовета
.

## География
Хутор расположен в степной зоне в пределах Приволжской возвышенности, относящейся к Восточно-Европейской равнине, на правом берегу реки Россошка. Рельеф местности холмисто-равнинный. Центр хутора расположен на высоте около 85 метров над уровнем моря. Почвы — светло-каштановые солонцеватые и солончаковые.
Автомобильной дорогой с твёрдым покрытием хутор связан с посёлком Степной (7,4 км). По автомобильным дорогам расстояние до центра Волгограда составляет 34 км, до районного центра посёлка Городище — 35 км.
Часовой пояс
Красный Пахарь, как и вся Волгоградская область, находится в часовой зоне МСК (московское время). Смещение применяемого времени относительно UTC составляет +3:00.

## Население
| 1987 | 2002 |
| ---- | ---- |
| ≈300 | 489  |

| 2010 |
| ---- |
| 553  |